# Rabano Mauro
Rabàno Mauro Magnenzio (in latino: Rabanus Maurus Magnentius, ma anche Hrabanus, Rhabanus, o Reabanus; Magonza, 780 circa – Magonza, 4 febbraio 856) è stato un erudito carolingio, abate di Fulda, arcivescovo di Magonza: è venerato come santo e la Chiesa cattolica ne celebra la memoria liturgica il 4 febbraio.

## Biografia
Rabano nacque a Magonza intorno al 780 da una nobile famiglia franca. Ancora bambino fu affidato come puer oblatus al monastero benedettino di Fulda, in cui in seguito divenne monaco; poco dopo la sua consacrazione a diacono (intorno all'802) venne mandato dall'abate Ratgero con il confratello Attone a Tours, presso Alcuino, per completare la propria istruzione. Fu proprio Alcuino, come segno della stima che nutriva per il proprio allievo, ad attribuire a Rabano il soprannome Maurus, alludendo al discepolo prediletto di san Benedetto. Dopo circa un anno Rabano rientrò a Fulda e fu incaricato di insegnare nella scuola dell'abbazia (sarebbero stati suoi allievi tra gli altri Valafrido Strabone, Rodolfo di Fulda, Lupo di Ferrières, Otfrido di Weissenburg e Gotescalco d'Orbais); nell'814 fu ordinato prete e nell'822 succedette a Eigil nel ruolo di abate. Sotto la guida di Rabano vennero incentivate l'attività dello scriptorium e l'efficienza della scuola di Fulda e conobbe un notevole ampliamento anche la biblioteca, che sarebbe diventata celebre per la ricchezza del suo patrimonio librario.
Gran parte dell'abbaziato di Rabano si svolse in un periodo di grande instabilità politica, e gli scontri tra i tre figli di Ludovico il Pio lo videro mantenersi fedele a Lotario, rappresentante dell'autorità costituita e dell'ideale dell'unità dell'Impero; anche a causa di queste implicazioni politiche, in seguito alla sconfitta di Lotario nella battaglia di Fontenoy-en-Puisaye (841) nell'842 Rabano depose la carica di abate e si ritirò al monastero di Petersberg (nei pressi di Fulda). Lì si dedicò per alcuni anni esclusivamente alla meditazione e allo studio, fin quando nell'847, dopo essersi riconciliato con Ludovico il Germanico, venne da lui nominato arcivescovo di Magonza; come arcivescovo, Rabano svolse un'intensa attività pastorale, che incluse (negli anni 847, 848 e 852) la convocazione di tre sinodi.

## Culto
Rabano morì il 4 febbraio 856 e fu venerato come santo o beato a Magonza, Fulda, Limburgo e Breslavia; delle sue spoglie, deposte originariamente nel monastero di Sant'Albano presso Magonza, si sono perse le tracce dall'epoca della Riforma.
La recente edizione del Martirologio Romano lo registra al 4 febbraio come santo: "A Magonza nella Franconia in Germania, san Rabáno, detto Mauro, vescovo, che, da monaco di Fulda eletto alla sede di Magonza, prelato di provata dottrina, di ricca eloquenza e accetto a Dio, nulla trascurò di quanto potesse fare a gloria di Dio".

## Opere
Nonostante la natura prevalentemente compilatoria delle sue opere possa dare l'impressione di mancanza di originalità, accanto alla ripresa delle fonti si può individuare negli scritti di Rabano una rielaborazione ragionata dei propri modelli, volta a ordinare e a chiarificare quanto tramandato dagli autori precedenti; quest'incessante attività di scrittore con intenti didattici e pastorali e la sua grande autorità tra gli intellettuali del tempo hanno fatto sì che sia stato tradizionalmente attribuito a Rabano il titolo di Praeceptor Germaniae.

### IlDe rerum naturis
Una delle opere più significative di Rabano è l'ampia enciclopedia De rerum naturis (nota anche con il titolo De universo, assegnatole nell'editio princeps comparsa a Strasburgo nel 1467), composta in ventidue libri tra l'842 e l'846 (durante il ritiro a Petersberg) e dedicata prima ad Aimone, vescovo di Halberstadt, e successivamente a Ludovico il Germanico. L'opera si configura come un rifacimento delle Etymologiae di Isidoro di Siviglia, che Rabano riscrive con pochi tagli e molte aggiunte tratte da passi della Bibbia o dei Padri: quando è possibile, viene individuato per ogni lemma delle Etymologiae un corrispondente passo biblico e ne viene fornita l'interpretazione secondo la consueta prassi esegetica, mentre sono eliminate molte delle citazioni dai classici presenti in Isidoro e le voci che non avevano riscontro nella Bibbia. Di fatto, Rabano realizza una sorta di "dizionario biblico", in cui il testo di Isidoro è lo spunto (così come i versetti biblici lo sono nei commentari) per iniziare una trattazione che mira a penetrare nel suo significato più profondo il testo sacro, chiarendo il significato morale o tipologico che ogni termine assume nel contesto scritturale.
Il De rerum naturis rende evidente la funzione che la Bibbia assume nel Medioevo e in particolare nell'epoca carolingia, ossia quella di essere la chiave per l'interpretazione di ogni aspetto del mondo. In base a questa logica, è infatti possibile interpretare tramite la spiegazione della Scrittura tutta la realtà: il mondo è simbolo e specchio dell'insegnamento divino, e si configura come un insieme di segni che Dio stesso, rivelandosi all'uomo come si era rivelato nella Bibbia, gli fornisce perché ne ricavi insegnamenti spirituali.
Anche la struttura dell'opera si presenta come fortemente modificata rispetto a quella di Isidoro. I primi libri delle Etymologiae sono dedicati alle arti liberali, all'interno di un impianto epistemologico ancora tardoantico che le considera vie di accesso a un sapere che l'uomo può conquistarsi con lo studio, mentre la Bibbia e le scienze ad essa collegate sono trattate all'interno dell'opera (libri VI-VIII). Rabano invece dedica i primi libri del De rerum naturis alla materia teologica più stretta, e solo successivamente trovano spazio tutti gli altri argomenti, che ne derivano in subordine (dalla sfera spirituale si passa agli esseri creati e in particolare all'uomo, con le attività, scienze e arti che gli sono proprie). Anche l'impianto generale dell'opera sembra quindi sottolineare come la conoscenza non sia una conquista dell'uomo, ma un'elargizione di Dio.

### L'opera esegetica: i commentari
Gran parte della produzione letteraria di Rabano è costituita da commenti a numerosi libri biblici, alcuni dei quali non erano mai stati prima oggetto di trattazioni esegetiche complete: questi testi si inseriscono quindi in un implicito progetto volto a realizzare, colmando le lacune ancora presenti, un commento sistematico delle Sacre Scritture. È probabile che i commentari siano stati preparati da Rabano durante il periodo di insegnamento a Fulda, ma la loro pubblicazione risale al periodo del suo abbaziato e agli anni successivi.
I commentari di Rabano si qualificano come opere di carattere prevalentemente compilativo: egli stesso afferma di aver voluto riunire e ordinare in un'unica esposizione le esegesi attinenti a un dato libro (altrimenti sparse in molteplici testi) di diversi autori precedenti, al fine di agevolare lo studio del testo sacro grazie alla stesura di un commentario unico per ogni libro. Il lettore può così disporre di un unico commento comprensivo di più spiegazioni: esse sono spesso trascritte dalle fonti in modo letterale (e contrassegnate con la sigla del nome del relativo espositore), ma laddove la spiegazione a un determinato passo manchi o venga considerata insoddisfacente il testo viene integrato da Rabano stesso con osservazioni elaborate in prima persona (in questo caso la sigla inserita è M per Maurus).
Dalle epistole prefatorie che accompagnano i commentari si evince come essi siano legati a committenti e dedicatari illustri, spesso potenti ecclesiastici o membri della corte. Alcune delle epistole indirizzate ai regnanti sembrano evocare eventi contemporanei e lasciano intuire la posizione assunta da Rabano all'interno della già ricordata difficile situazione politica del suo tempo; le epistole mostrano anche come egli intenda proporre i propri commentari, oltre che come mezzi per comprendere al meglio le Scritture, come strumenti utili agli uomini di potere per indirizzare, basandosi sugli exempla biblici, le proprie scelte di governo.
L'opera esegetica di Rabano comprende commentari relativi ai seguenti libri:
I. Commenti al Pentateuco: i cinque commenti ai libri del Pentateuco (Commento alla Genesi, Commento all'Esodo, Commento al Levitico, Commento ai Numeri, Commento al Deuteronomio) vennero scritti da Rabano tra l'822 e l'828/829 su commissione di Freculfo, vescovo di Lisieux, a cui sono dedicati. Nelle epistole prefatorie Rabano afferma di aver composto i commentari come era stato richiesto da Freculfo stesso, ossia raccogliendo e ordinando le esposizioni esegetiche dei Padri che è riuscito a reperire (le fonti principali sono le trattazioni dedicate a questi libri di Beda, Agostino, Girolamo, Isidoro, Alcuino e Paterio) e anteponendo sempre la spiegazione del senso letterale della Scrittura alla spiegazione del senso allegorico. Di quei passi per cui non ha potuto trovare spiegazioni esaurienti (soprattutto per i libri dei Numeri e del Deuteronomio, che non erano mai stati commentati prima in modo sistematico) ha invece inserito un'interpretazione elaborata da lui stesso. Di questo ciclo di commenti è stata redatta anche una versione abbreviata, ad opera di Rabano stesso nel caso della Genesi e di Valafrido Strabone per quanto riguarda gli altri quattro libri.
II. Commenti ai libri storici: i commentari ai libri storici sono datati agli anni tra l'828/829 e l'837/838. Essi comprendono il Commento a Giosuè, dedicato a Federico vescovo di Utrecht, il Commento ai Giudici e a Ruth (i due commentari sono uniti in quanto il libro di Ruth è considerato una prosecuzione della storia dei Giudici), dedicati a Umberto vescovo di Würzburg, il Commento ai Re, inizialmente dedicato a Ilduino di Saint-Denis e di nuovo offerto nell'832 a Ludovico il Pio, il Commento alle Cronache, dedicato a Ludovico il Germanico, i Commenti a Giuditta e a Ester, dedicati inizialmente a Giuditta di Baviera moglie di Ludovico il Pio e poi (solo il commento ad Ester) a Ermengarda moglie di Lotario, e il Commento ai Maccabei, dedicato prima all'arcidiacono Gerold e successivamente a Ludovico il Germanico. Anche in questo caso i commentari sono composti tramite la raccolta ordinata delle esegesi di autori precedenti e l'aggiunta in alcuni casi (soprattutto per i commenti ai libri di Giuditta, Ester e Maccabei, mai oggetto prima di esegesi complete) di osservazioni che Rabano attribuisce a sé stesso.
III. Commento ai Cantici biblici: i cantici commentati in quest'opera sono quelli previsti dalla liturgia per il mattutino, ossia quelli di Isaia, Ezechia, Anna, Mosè (nell'Esodo), Abacuc, Mosè (nel Deuteronomio), il cantico dei tre fanciulli, il cantico di Zaccaria, il Magnificat e la Benedictio Simeonis. Come Rabano spiega nell'epistola dedicatoria (indirizzata a Ludovico il Germanico, che gli aveva commissionato l'opera durante un incontro avvenuto nell'843 a Rasdorf) il commentario è stato composto tramite il recupero di proprie spiegazioni già redatte precedentemente (molti cantici erano infatti già stati spiegati all'interno dei commenti ai relativi libri), completate dalle nuove esposizioni riguardanti i cantici che non erano ancora stati trattati, ossia quelli inclusi nel libro di Isaia e il cantico di Abacuc.
IV. Commenti ai libri sapienziali: il Commento alla Sapienza e il Commento all'Ecclesiastico, scritti intorno all'840, sono entrambi dedicati all'arcivescovo di Magonza Autcario: Rabano spera - come afferma nell'epistola dedicatoria - che gli possano essere utili nella guida dei fedeli a lui affidati. Data la mancanza di una tradizione esegetica dedicata a questi due libri, in questi commentari le opere di autori precedenti vengono impiegate solo occasionalmente, mentre la maggior parte delle spiegazioni sono elaborate in prima persona da Rabano.
V. Commenti ai Profeti: essi, composti tra l'838/839 e l'856, comprendono il Commento a Isaia, privo di dedicatario e ultimo ad essere portato a termine, il Commento a Geremia e il Commento a Ezechiele, entrambi dedicati a Lotario, e il Commento a Daniele, dedicato a Ludovico il Germanico. Anche all'interno di questi commentari sono rintracciabili integrazioni esegetiche attribuite a Rabano che completano le opere di commentatori precedenti, limitate a un numero circoscritto di versetti: per tutti e quattro i libri la fonte principale è l'esegesi di Girolamo (a cui si aggiungono per il libro di Ezechiele le omelie di Gregorio Magno).
VI. Commenti al Nuovo Testamento: per quanto riguarda il Nuovo Testamento, Rabano scrive nell'821/822 (si tratta quindi della sua prima opera esegetica) un Commento al Vangelo di Matteo, dedicato ad Aistolfo arcivescovo di Magonza, e negli ultimi anni a Fulda o durante il ritiro a Petersberg un Commento alle Epistole di Paolo, dedicato prima all'allievo Lupo di Ferrières (su richiesta del quale aveva composto l'opera) e successivamente a Samuele vescovo di Worms. Nell'epistola prefatoria del commento a Matteo, Rabano sottolinea la praticità del proprio commentario: esso riunisce in un unico codice le spiegazioni di diversi autori, e fornisce quindi un aiuto sia al lettore che abbia a disposizione pochi libri sia a chi abbia difficoltà ad affrontare direttamente le esegesi dei Padri, spesso molto complesse. Anche l'epistola che dedica a Samuele di Worms il commento alle Epistole di Paolo mette in evidenza le finalità pratiche e didascaliche dell'opera di Rabano, che raccomanda tra l'altro di copiare con cura le sigle dei nomi dei vari esegeti citati e di leggerle nell'aula scolastica in cui il suo collectarium verrà utilizzato, perché il pubblico possa attribuire ai rispettivi autori le diverse spiegazioni e giudicarle come crede.

### Altre opere

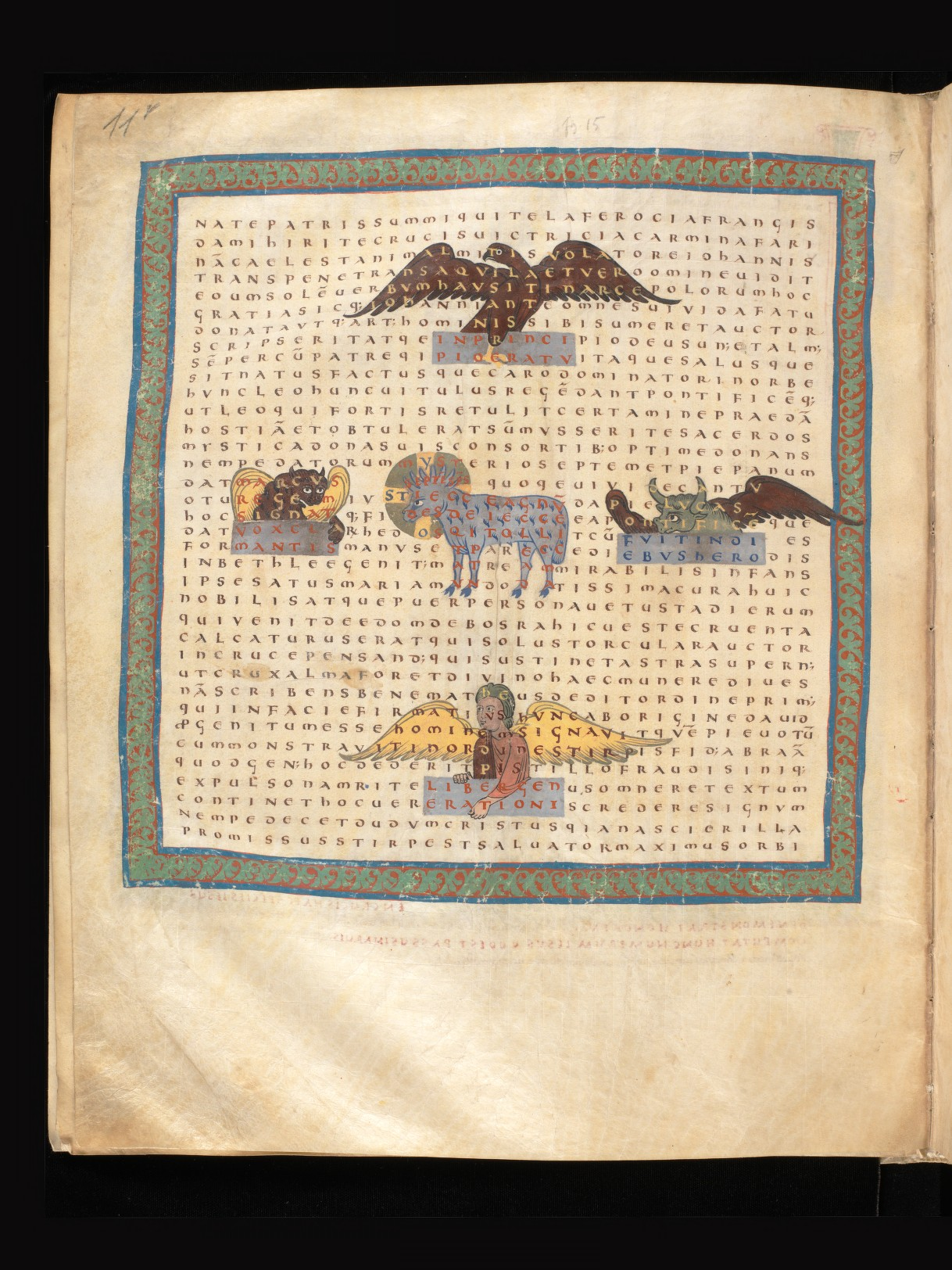
Hrabanus Maurus, Liber de Laudibus Sanctae Crucis, Bern, Burgerbibliothek, Cod. 9, f. 11v

#### La produzione poetica
La prima opera letteraria di Rabano, secondo quanto dichiara egli stesso nel prologo, è il Liber in honorem sanctae crucis (o De laudibus sanctae crucis), composto intorno all'813 e comunque terminato prima della sua ordinazione a sacerdote (814). Scritto su richiesta di Attone, confratello di Rabano a Fulda, l'opera venne in seguito dedicata a diversi vescovi e papi e anche al sovrano Ludovico il Pio. La sezione principale dell'opera comprende 28 carmina figurata in esametri, ciascuno accompagnato da un testo in prosa di lunghezza variabile che ne contiene la spiegazione; un secondo libro raccoglie invece, dopo una prefazione, le trascrizioni in prosa dei testi poetici. I carmina figurata trattano, unendo parole e immagini, aspetti particolari dell'unico grande tema centrale, la lode della croce di Cristo: nell'ultimo carme l'autore esplicita l'invito alla preghiera alla croce raffigurandosi inginocchiato in adorazione ai suoi piedi.
Oltre a quelli inseriti nel Liber in honorem sanctae crucis, Rabano scrisse altri Carmina (per la maggior parte in distici, solo qualche volta in esametri), il cui modello spesso riconoscibile è Alcuino. I componimenti sono legati a diverse occasioni: alcuni carmi fungono da dedica delle sue opere, altri sono epitaffi, iscrizioni per la consacrazione di chiese e altari o versi che accompagnano la traslazione delle reliquie di un santo, e altri ancora hanno carattere epistolare, come la richiesta rivolta all'abate Ratgero di restituirgli i libri che gli aveva sequestrato (all'interno del clima di tensione creatosi nel monastero a causa del comportamento autoritario dell'abate, che avrebbe portato al suo allontanamento e alla nomina del successore Eigil).

#### Opere didattiche
Un certo numero delle opere di Rabano rispondono a finalità didattiche, come dichiara egli stesso in diverse epistole dedicatorie.
Dedicato all'istruzione del clero è il trattato in tre libri De institutione clericorum, concluso nell'819 e dedicato all'arcivescovo di Magonza Aistolfo; l'opera si può ricondurre all'esigenza, propria dell'epoca carolingia, di riforma della Chiesa, che mira a istruire un clero colto e a ricondurre i riti religiosi a correttezza e uniformità. I primi due libri danno indicazioni sugli aspetti più pratici della formazione del clero, legati alla celebrazione dei diversi riti e alla spiegazione dei sacramenti e delle preghiere delle ore canoniche; il terzo libro, la cui fonte principale è il De doctrina Christiana di Agostino, riguarda più strettamente la formazione culturale che deve essere propria degli ecclesiastici, indicando quali conoscenze è opportuno che essi possiedano (l'uomo di Chiesa deve mirare innanzitutto alla comprensione profonda della Scrittura, a cui le arti liberali e tutte le altre discipline, pur fondamentali, sono subordinate) e fornisce suggerimenti per una predicazione efficace.
Si configura come un ampliamento del I libro del De institutione clericorum il trattato De sacris ordinibus, scritto dopo l'822 e dedicato a Thiotmaro, diacono di Magonza, incentrato soprattutto sulla spiegazione dei riti con cui devono essere celebrati il Battesimo e la Messa e delle questioni teologiche ad essi collegate. Contengono istruzioni rivolte al clero anche i tre libri De disciplina ecclesiastica, composti negli anni del ritiro a Petersberg (842-847): l'opera fornisce indicazioni sulla celebrazione dei sacramenti e sulla preparazione dei catecumeni, trattando anche delle principali virtù contrapposte ai principali vizi.
Tra gli scritti didattici di Rabano non direttamente legati a esigenze pastorali rientra l'opera De coena Cypriani (o Coena nuptialis): si tratta di una rielaborazione della Coena Cypriani, testo comico e irriverente scritto nei primi secoli dell'era cristiana che presenta riuniti a un banchetto nuziale numerosi personaggi biblici, descritti con le caratteristiche e gli atteggiamenti che sono loro propri nella Bibbia. Rabano dedica la propria opera, composta intorno all'855, a Lotario II, con l'intento di proporgli un testo utile per esercitare la memoria della Bibbia in modo piacevole. Rielaborando la Coena Cypriani, Rabano non elimina il tono comico del testo, ma lo priva di ogni eccesso dissacrante e sfrutta soprattutto le sue potenzialità didattico-catechetiche: a questo scopo sembrano volti molti dei suoi interventi di modifica, come l'eliminazione di passi tratti da testi estranei alla Bibbia e la ridefinizione dell'ordine delle sequenze narrative in modo più logico.
Rabano è autore anche di un trattato De computo, composto nell'820 in forma di dialogo tra maestro e allievo e dedicato al monaco Macario. Lo scopo dell'opera (le cui fonti principali sono il De ratione temporum, il De temporibus e il De natura rerum di Beda) è l'acquisizione dell'arte di misurare il tempo per calcolare le date delle feste liturgiche, prima fra tutte la Pasqua; l'autore tratta però anche più in generale del numero (presentato come essenziale per comprendere la composizione di tutte le cose), dei vari modi di rappresentare i numeri stessi (che possono essere scritti come numeri romani o lettere greche o rappresentati con determinate posizioni delle dita), dei diversi metodi di calcolo e della divisione del tempo, e inserisce notizie su stelle e pianeti, sui loro rispettivi moti e su fenomeni celesti quali eclissi e comete.
Rientra poi tra le opere didattiche di Rabano il trattato De arte gramatica, una sorta di manuale che l'autore realizza estraendo dall'Institutio gramatica di Prisciano alcuni passi ritenuti particolarmente significativi e adatti a facilitare gli studenti nell'apprendimento dei fondamenti della grammatica. Le tematiche selezionate da Rabano per la sua trattazione possono essere ritenute indicative di quali dovessero essere gli argomenti più frequentemente affrontati nelle scuole del tempo all'interno dello studio di questa disciplina.

#### Opere legate alla controversia con Gotescalco d'Orbais
Gotescalco, figlio di un nobile sassone, fu offerto a Fulda dal padre come oblatus fin da bambino. Una volta raggiunta la maturità, chiese di essere sciolto dai voti monastici che aveva pronunciato contro la propria volontà, scontrandosi con Rabano, all'epoca abate: il caso venne discusso durante il sinodo di Magonza e quello di Worms, tenutisi rispettivamente nel giugno e nell'agosto dell'829, in seguito ai quali a Gotescalco fu permesso di lasciare Fulda. Rabano dichiarò il proprio dissenso componendo l'opuscolo De oblatione puerorum: in esso, dopo aver ribadito che l'oblazione dei bambini è da considerarsi una grazia e non una condanna, l'autore attacca con forza chi come Gotescalco ritiene lo stato monastico una sostanziale schiavitù, tacciando queste opinioni di eresia. Lo scontro tra i due si riaprì anni dopo in seguito alla diffusione del De praedestinatione di Gotescalco, in cui egli sosteneva la teoria della "doppia predestinazione", per cui Dio avrebbe destinato fin dalla creazione l'anima dell'uomo alla beatitudine o alla dannazione. Rabano rispose con un proprio trattato De praedestinatione (scritto nell'840 e dedicato al vescovo di Verona Notingo), in cui condanna duramente le tesi di Gotescalco: esse sono contrarie alla vera fede e vanificherebbero totalmente, se fossero valide, il libero arbitrio dell'uomo e il valore delle buone opere. Gotescalco, convocato al congresso di Magonza dell'848 e poi a Quierzy nell'849, fu condannato come eretico e imprigionato.

#### Opuscoli teologici e trattati morali
Tra gli scritti più propriamente teologici rientra il De videndo Deum, de puritate cordis et de modo poenitentiae: scritto in tre libri dopo la rinuncia alla carica di abate e dedicato ad Attone, suo successore, ha lo scopo di esortare a ottenere tramite la penitenza la purezza di cuore, necessaria per essere ammessi alla contemplazione di Dio. Scritto nell'ultimo anno di vita di Rabano è invece il De anima, il cui dedicatario è Lotario II: si tratta di una sorta di speculum principis dedicato soprattutto alle virtù cardinali, il cui modello principale è l'omonima opera di Cassiodoro. In appendice all'opuscolo viene posto con il titolo di De procinctu Romanae militiae un estratto dal De re militari di Vegezio, in parte rielaborato, che Rabano dichiara utile «propter frequentissimas barbarorum incursiones».
A Ludovico il Pio è indirizzato il De reverentia filiorum erga patres et subditorum erga reges (o De honore parentum), composto nell'834 in forma di epistola consolatoria. Dall'opera si evince la posizione assunta da Rabano in favore del sovrano, che in quegli anni vedeva sempre più indebolita la stabilità del proprio regno a causa degli scontri con i propri figli: Rabano condanna nettamente sia dal punto di vista morale sia dal punto di vista politico l'azione dei figli contro Ludovico, esortandoli invece alla pace e al perdono.
Infine, contiene precetti morali il De consanguineorum nuptiis et de magorum praestigiis falsisque divinationibus: Rabano ha composto il trattato, come afferma nel prologo, per rispondere a due questioni che gli erano state poste sugli argomenti dichiarati dal titolo. La prima parte tratta di quali siano gli impedimenti di parentela per il matrimonio e quali invece i gradi di consanguineità leciti per unirsi, basandosi sull'autorità della Scrittura (soprattutto sui precetti di Levitico 18) e dei Padri; la seconda parte, conosciuta anche con il titolo di De magicis artibus, è dedicata invece alle arti magiche e alle pratiche proibite per predire il futuro, tra cui l'astrologia, che sulla scorta dei Padri della Chiesa (fonti importanti sono il De idolatria di Tertulliano e il De divinatione daemonum di Agostino) Rabano svaluta e considera una pericolosa superstizione che può avere effetto solo tramite l'intervento di influenze demoniache.

#### Opere per la liturgia e la predicazione
Sono tramandati sotto il nome di Rabano (ma l'attribuzione è in molti casi incerta) diversi Inni liturgici, il più noto dei quali è l'inno per la Pentecoste Veni Creator Spiritus. Rabano è inoltre autore di un Martirologio (composto probabilmente tra l'840 e l'854) in gran parte basato sul Martyrologium di Beda, dal quale vengono riprese alla lettera molte notizie; altri modelli importanti sono il Martyrologium Hieronymianum e fonti di natura più storica come alcune biografie di papi contenute nel Liber pontificalis. Un certo numero di notizie (relativamente brevi e simili nell'impostazione) possono invece essere attribuite a Rabano stesso.
Poco dopo la nomina ad abate Rabano compose un sermonario (Homiliae de festis praecipuis, item de virtutibus), dedicato ad Aistolfo arcivescovo di Magonza: si tratta di una raccolta finalizzata agli scopi pratici della lectio o della predicatio, che comprende sermoni riguardanti sia le più importanti festività dell'anno liturgico sia riflessioni sui vizi e le virtù cristiane. Negli ultimi anni della sua vita Rabano compilò inoltre un omeliario sulle Epistole e sui Vangeli (Homiliae in Evangelia et Epistolas) su commissione di Lotario, che desiderava un testo che si distinguesse per maggiore completezza rispetto a quelli allora diffusi: Rabano assecondò la richiesta di Lotario inserendo nell'opera (utilizzando come fonti soprattutto i commentari alla Scrittura di autori precedenti, i suoi stessi commentari e diverse raccolte di omelie) la spiegazione delle principali letture recitate non solo durante la Messa domenicale o durante le funzioni delle feste più importanti, ma anche durante le Messe quotidiane o che si celebrano in occasioni particolari (digiuni, penitenze, carestie, terremoti e così via).
Rabano è autore di due Penitenziali (opere ad uso dei confessori in cui venivano catalogate le diverse colpe con le relative pene canoniche), che raccolgono numerosi canoni conciliari e decreti pontifici incentrati sul tema della penitenza. Il primo (Paenitentiale ad Otgarium) venne composto nell'841 su domanda dell'arcivescovo Aitcaro di Magonza e a lui dedicato; il secondo (Paenitentiale ad Heribaldum) fu scritto nell'853 sotto forma di epistola indirizzata a Eribaldo, vescovo di Auxerre.

#### Vita di Maria Maddalena
Nel De vita beatae Mariae Magdalenae, Rabano riunisce le tre Marie della tradizione in una sola figura, quella di Maria Maddalena, sostenendo che fosse stata investita della missione dell'apostolato dallo stesso Gesù.

#### Epistolae
Di Rabano si sono conservate anche numerose lettere: oltre alle epistole dedicatorie delle sue opere inviate a committenti e dedicatari, ce ne sono altre indirizzate ad amici o allievi che trattano di diversi argomenti (temi di attualità politica, problemi ecclesiastici, questioni morali).

### Edizioni e traduzioni

#### De rerum naturis
- De rerum naturis: PL[1] 111, coll. 9-614; epistole dedicatorie in MGH, Epistolae V, pp. 470–472 (ad Aimone), e 472-474 (a Ludovico il Germanico). Dell'opera è disponibile una traduzione inglese: Hrabanus Maurus De universo. The Peculiar Properties of Words and Their Mystical Significance, a cura di P. Throop, Charlottesville 2009.

#### Commentaria
- Commentarium in Genesim: PL 107, coll. 439-670; epistola prefatoria in MGH, Epistolae V, pp. 393–394. Nel 2010 è stata pubblicata un'edizione di parte del testo di Rabano (collazionato seguendo PL 107, 636A-644B), tradito in due frammenti conservati presso l'Archivio di Stato di Arezzo: C. Tristano, Un nuovo testimone dei «Commentaria in Genesim» di Rabano Mauro, «Studi Medievali» 51 (2010), pp. 839–891.
- Commentarium in Exodum: PL 108, coll. 9-246; epistola prefatoria in MGH, Epistolae V, pp. 394–396.
- Commentarium in Leviticum: PL 108, coll. 245-586; epistola prefatoria in MGH, Epistolae V, pp. 396–397.
- Commentarium in Numeros: PL 108, coll. 587-838; epistola prefatoria in MGH, Epistolae V, pp. 397–398.
- Commentarium in Deuteronomium: PL 108, coll. 837-998; epistola prefatoria in MGH, Epistolae V, pp. 399–400. Il testo della PL è incompleto; la parte finale è stata pubblicata da P.-I. Fransen, La fin inédite du commentaire de Raban Maur sur le Deutéronome, «Revue Bénédictine» 108 (1998), pp. 80–103.
- Commentarium in librum Iosuae: PL[2] 108, coll. 999-1108; epistola prefatoria in MGH, Epistolae V, pp. 400–401.
- Commentarium in librum Iudicum et Ruth: PL 108, coll. 1107-1200 e 1199-1224; epistola prefatoria in MGH, Epistolae V, pp. 441–442. Del commento a Ruth è disponibile un'edizione con traduzione francese: P. Monat, Raban Maur - Claude de Turin, Deux commentaires sur le livre de Ruth, Parigi 2009.
- Commentarium in libros Regum: PL 109, coll. 9-280; epistola prefatoria in MGH, Epistolae V, pp. 401–403.
- Commentarium in librum Paralipomenon: PL 109, coll. 279-540; epistola prefatoria in MGH, Epistolae V, pp. 422–424.
- Commentarium in librum Iudith: PL 109, coll. 539-592; epistola prefatoria in MGH, Epistolae V, pp. 420–421. Edizione critica: Commentario al libro di Giuditta di Rabano Mauro, a cura di A. Simonetti, Firenze 2008.
- Commentarium in librum Esther: PL 109, coll. 635-670; epistole prefatorie in MGH, Epistolae V, pp. 421–422 (a Giuditta di Baviera) e 500-501 (a Ermengarda). Un'edizione isolata di questo commento si legge nel vol. VI dei Rerum Gallicarum et Franciscarum Scriptores di M. Bouquet (Parigi 1738-1752).
- Commentarium in libros Machabaeorum: PL 109, coll. 1125-1256; epistole prefatorie in MGH,  Epistolae V, pp. 424–425 (Gerold) e 469-470 (Ludovico il Germanico).
- Commentarium in Cantica, PL 112, coll. 1089-1166; epistola prefatoria in MGH, Epistolae V, pp. 465–467.
- Commentarium in librum Sapientiae: PL 109, coll. 671-762; epistola prefatoria in MGH, Epistolae V, pp. 425–426.
- Commentarium in Ecclesiasticum: PL 109, coll. 763-1126; epistola prefatoria in MGH, Epistolae V, pp. 426–428.
- Commentarium in Isaiam: questo commentario è assente dalla PL; l'epistola prefatoria è edita in MGH, Epistolae V, pp. 501–502.
- Commentarium in Hieremiam: PL 111, coll. 793-1272; epistola prefatoria in MGH, Epistolae V, pp. 442–444. Gli ultimi tre libri (coll. 1181-1272) sono dedicati al commento delle Lamentazioni, che Rabano considera un libro a sé stante, dedicando loro un apposito prologo, e di essi è disponibile un'edizione critica: Expositio Hieremiae prophetae. Libri XVIII-XX. Lamentationes, a cura di R. Gamberini, Firenze 2017.
- Commentarium in Ezechielem: PL 110, coll. 493-1084; epistola prefatoria in MGH, Epistolae V, pp. 476–478.
- Commentarium in Danielem: il testo è inedito, eccetto che per l'epistola prefatoria (MGH, Epistolae V, pp. 467–469).
- Commentarium in Matthaeum: PL 107, coll. 727-1156; epistola prefatoria in MGH, Epistolae V, pp. 388–390. È inoltre disponibile un'edizione critica del testo: Hrabani Mauri Expositio in Mattheum, a cura di B. Löfstedt, Turnhout 2000 (CCCM 174-174A).
- Commentarium in epistolas beati Pauli: PL 111, coll. 1273-1616 (Rom) e 112, 9-834 (altre epistole); epistole prefatorie in MGH, Epistolae V, pp. 429–430 (a Lupo) e 430-431 (a Samuele).

#### Opere poetiche
- Liber in honorem sanctae crucis: PL 107, coll. 133-294; dedica ad Attone in MGH, Epistolae V, pp. 381–382. È disponibile anche un'edizione critica dell'opera: Rabani Mauri In honorem sanctae crucis, a cura di M. Perrin, Turnhout 1997 (CCCM 100-100A); traduzione francese in Raban Maur, Louanges de la sainte croix, traduit du latin, annoté et présenté par Michel Perrin, Paris-Amiens 1988.
- Carmina: MGH, Poetae II, pp. 154–244.

#### Opere didattiche
- De institutione clericorum: PL 107, coll. 295-420; epistola dedicatoria in MGH, Epistolae V, pp. 385–387. Edizione critica: Hrabanus Maurus De institutione clericorum, a cura di D. Zimpel, Turnhout 2006, che rivede l'edizione critica precedente (Hrabani Mauri De institutione clericorum libri tres, ed. D. Zimpel, Frankfurt am Main 1996) aggiungendovi la traduzione tedesca. Una traduzione italiana, basata sul testo dell'edizione critica di Zimpel del 1996, si può leggere in Rabano Mauro La formazione dei chierici, a cura di L. Samarati, Roma 2002.
- De sacris ordinibus: PL 112, coll. 1165-1192; epistola dedicatoria in MGH, Epistolae V, p. 509.
- De disciplina ecclesiastica: PL[3] 112, coll. 1191-1262; epistola dedicatoria in MGH, Epistolae V, pp. 478–479.
- De coena Cypriani: un'edizione con traduzione italiana si può leggere in La cena di Cipriano. Rabano Mauro - Giovanni Immonide, a cura di E. Rosati e F. M. Casaretto, Alessandria 2002, pp. 94–97 (lettera dedicatoria a Lotario II) e 98-157 (Coena nuptialis); il testo edito riproduce, con un solo emendamento (cfr. ivi, p. 88) quello dell'edizione critica a cura di C. Modesto, Studien zur Cena Cypriani und zu deren Rezeption, Tubinga 1992, pp. 132–157, accompagnato da traduzione tedesca. L'epistola dedicatoria è edita anche in MGH, Epistolae V, p. 506.
- De computo: PL 107, coll. 669-728; epistola dedicatoria in MGH, Epistolae V, pp. 387–388. Edizione critica: Rabani Mogontiacensis episcopi De computo, a cura di W. M. Stevens, Turnhout 1979 (CCCM 44).
- De arte gramatica: PL[4] 111, coll. 613-678.

#### Opere legate alla controversia con Gotescalco d'Orbais
- De oblatione puerorum: PL 107, coll. 419-439.
- De praedestinatione: PL 112, coll. 1530-1553; epistola dedicatoria in MGH, Epistolae V, p. 428.

#### Opuscoli teologici e trattati morali
- De videndo Deum, de puritate cordis et de modo poenitentiae: PL 112, coll. 1216-1332.
- De anima: PL 110, coll. 1109-1120; epistola dedicatoria in MGH, Epistolae V, pp. 514–515.
- De reverentia filiorum erga patres et subditorum erga reges: MGH, Epistolae V, pp. 403–415.
- De consanguineorum nuptiis et de magorum praestigiis falsisque divinationibus: PL 110, coll. 1087-1110.

#### Opere liturgiche e omiletiche
- Inni: Gli Hymni attribuiti a Rabano sono editi in MGH, Poetae II, pp. 244–58; essi sono raccolti, con altri poemi spirituali, anche in Analecta Hymnica 50, pp. 180–209.
- Martirologio: PL 110, coll. 1121-1188; edizione critica Rabani Mauri Martyrologium, a cura di J. McCulloh, Turnhout 1979 (CCCM 44).
- Homiliae de festis praecipuis, item de virtutibus: PL 110, coll. 9-134; epistola prefatoria in MGH, Epistolae V, p. 391.
- Homiliae in Evangelia et Epistolas: PL 110, coll. 135-458; MGH, Epistolae V, pp. 503–4 (epistola di Lotario), 504-505 e 505-506 (epistole di Rabano).
- Paenitentiale ad Otgarium: PL 112, coll. 1397-1424; epistola dedicatoria e alcuni capitoli in MGH, Epistolae V, pp. 462–465.
- Paenitentiale ad Heribaldum: PL 110, coll. 467-494; epistola dedicatoria e alcuni capitoli in MGH, Epistolae V, pp. 509–514.

#### Epistolae
- Epistolae: le Epistolae di Rabano sono edite da E. Dümmler MGH, Epistolae V, pp. 379–516.

### Studi
- Bibliotheca Sanctorum, X, Roma, 1968.
- A. Bisanti, Scopi e funzioni dell'insegnamento grammaticale in Rabano Mauro e in Remigio d'Auxerre, «Schede medievali» 45 (2007), pp. 103–145.
- (FR)  F. Brunhölzl, Histoire de la littérature latine du Moyen Âge, 1/2, Turnhout, 1991 (trad. dal tedesco).
- S. Cantelli Berarducci, Hrabani Mauri Opera exegetica: repertorium fontium, I. Rabano Mauro esegeta: le fonti, i commentari, Turnhout, 2006.
- (DE)  S. Caroti, Astrologie im Mittelalter: Von «Superstitio» zur «Scientia astrorum», in Mantik, Schicksal und Freiheit im Mittelalter, a cura di L. Sturlese, Colonia 2011, pp. 13–31.
- G. Cavallo (a cura di), Rabano Mauro «De rerum naturis», Cod. Casin. 132/Archivio dell'Abbazia di Montecassino, Pavone Canavese (Torino), 1994.
- P. Chiesa, La letteratura latina del Medioevo. Un profilo storico, Roma, 2017.
- (FR)  Dictionnaire de spiritualité, ascétique et mystique. Doctrine et histoire, XIII, Parigi, 1987.
- M. C. Ferrari, Il Liber sanctae crucis di Rabano Mauro: testo, immagine, contesto, Berna, 1999.
- R. Gamberini, Rabano Mauro, maestro di esegesi e uomo di potere. Il difficile rapporto tra due dimensioni della sua esistenza, in Il secolo di Carlo Magno. Istituzioni, letterature e cultura del tempo carolingio, a cura di I. Pagani e F. Santi, Firenze 2016, pp. 273–296.
- (EN)  V. Genke e F. X. Gumerlock, Gottschalk and a Medieval Predestination Controversy: Texts Translated from the Latin, Milwaukee, 2010.
- R. E. Guglielmetti, Hrabanus Maurus, in Te.Tra. La trasmissione dei testi latini del Medioevo, 3, a cura di P. Chiesa e L. Castaldi, Firenze, 2008, pp. 275–332.
- C. Leonardi, L'enciclopedia di Rabano, in Medioevo latino. La cultura dell'Europa cristiana, a cura di F. Santi, Firenze, 2004, pp. 289–386.
- (EN)  W. Schipper, Montecassino 132 and the Early Transmission of Hrabanus De rerum naturis, «Archa verbi» 4 (2007), pp. 103–126.

### Banche dati digitali
- Mirabile